# 華夏幸福
華夏幸福（英: China Fortune Land Development Co., Ltd.）は王文学率いる、北京市場を本拠地とし、工業団地に焦点を当てた中国の上場不動産開発事業者。彼らは2015年1月27日に購入した中国サッカー・スーパーリーグクラブ河北華夏幸福足球倶楽部の現在の所有者である(※補足事項: 翻訳時点で旧聞、現在は解散)。 王文学は持株会社を通して未だに筆頭株主である。 
2015年5月の時点で、王文学の推定純資産は41億米国ドルである。
華夏幸福は、CSI300指数(中国本土の証券取引所の大企業から中規模企業のインデックス)とそのサブインデックスCSI100指数も同様に構成銘柄であった。2017年6月以降、上海証券取引所の優良指数である上海50指数の一部でもある。